# دودمان هوهن‌تسولرن
خاندان هوهِن‌تْسولِرن (به آلمانی: Hohenzollern) دودمانی اشرافی مربوط به امرای انتخابگر مارگراف‌نشین براندنبورگ، دوک‌ها و پادشاهان دوک‌نشین و پادشاهی پروس، امپراتوران امپراتوری آلمان و رومانی بودند. اصل و منشأ این خاندان به قرن ۱۱ میلادی در شهر هشینگن واقع در شوابن بازمی‌گردد. این خاندان نام خود را از قلعه هوهن‌تسولرن واقع در نزدیکی هشینگن برگرفته‌اند.
در سال ۱۳۱۷ میلادی، حاکم نورنبرگ، فریدریش چهارم، نشان خاندان هوهن‌تسولرن را برگزید.
این خاندان به دو شاخه تقسیم می‌شدند. نخست شاخه اشوابه‌های کاتولیک و دوم شاخه فرانکنی‌های پروتستان. شعبه اشوابه تا زمان انقلابات ۱۸۴۸ میلادی در هشینگن حکومت کردند. شعبه فرانکنی موفق‌تر بود: اعضای این شعبه در ۱۴۱۵ میلادی به حکام براندنبورگ و در ۱۵۲۳ نیز به دوک‌های پروس تبدیل شدند. پس از اتحاد سرزمین‌های دوک‌نشین پروس و مارگراف‌نشین براندنبورگ، در ابتدا انتخابگرنشین براندنبورگ-پروس و سپس پادشاهی پروس در ۱۷۰۱ میلادی به وجود آمد که به دنبال آن، عامل مهمی برای یگانگی آلمان در قرن نوزدهم و تشکیل امپراتوری آلمان در ۱۸۷۱ میلادی گردید.
سرانجام به دنبال شکست آلمان در جنگ جهانی اول و انقلاب آلمان در ۱۹۱۹ میلادی، حاکمیت خاندان هوهن‌تسولرن بر این کشور به پایان رسید و جمهوری وایمار جای آن‌ها را گرفت. باقی خاندان هوهن‌تسولرن تا سال ۱۹۴۷ میلادی در کشور رومانی به سلطنت خویش ادامه دادند.